# Елаев, Михаил Эммануилович
Михаил Эммануилович Елаев — советский хозяйственный, государственный и политический деятель, Герой Социалистического Труда.

## Биография
Родился в 1916 году в селе Старое Демкино. Член КПСС с 1961 года.
С 1933 года — на хозяйственной, общественной и политической работе. В 1937—1988 гг. — студент Сталинградского медицинского института, участник Великой Отечественной войны, ординатор хирургического отделения 171-го хирургического полевого подвижного госпиталя 51-й армии Южного фронта, участник войны с Японией, ординатор старший хирургического отделения 171-го хирургического полевого подвижного госпиталя 2-й армии Дальневосточного фронта, заведующий Пензенской областной санитарной авиацией, заведующий хирургическим отделением Пензенской областной больницы имени Н. Н. Бурденко.
Указом Президиума Верховного Совета СССР от 23 октября 1978 года присвоено звание Героя Социалистического Труда с вручением ордена Ленина и золотой медали «Серп и Молот».
Заслуженный врач РСФСР.
Умер в Пензе в 1990 году.